# Hans Heinrich Taube von Kudding

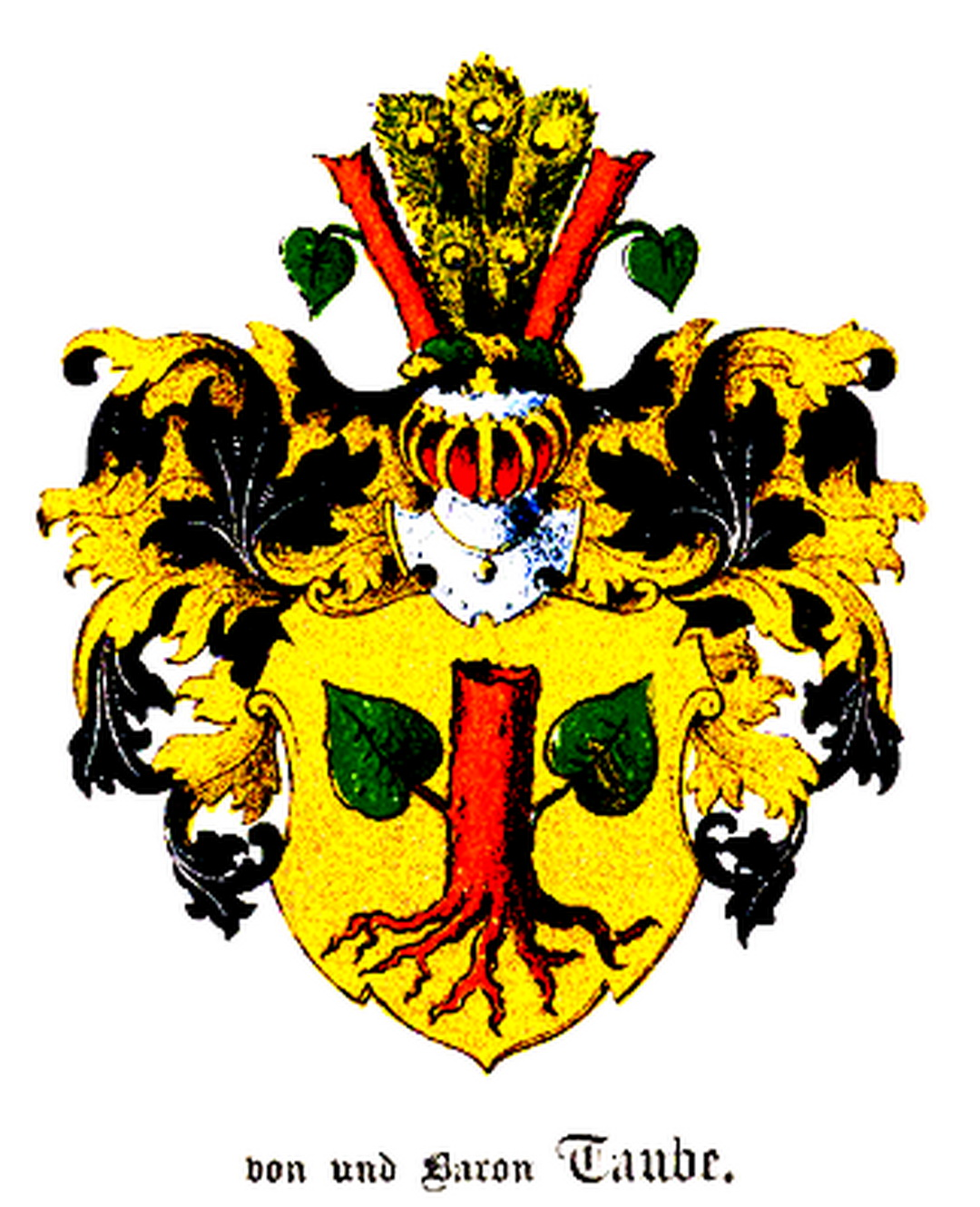
Stammwappen des Adelsgeschlechts „von Taube“ (Baltisches Wappenbuch 1882)

Hans Hendrik Taube von Kudding, Graf Taube (* 18. März 1698 in Stockholm; † 11. September 1766 in Stockholm) war Generaladjutant bei Friedrich dem Landgrafen von Hessen-Kassel und Hofmarschall beim späteren schwedischen König Friedrich (1676–1751).

## Leben
Seine militärische Laufbahn begann 1715 als Fähnrich in hessischen Diensten. 1717 setzte er seinen Dienst im Prinz Maximilian Regiment fort. Während des Venezianisch-Österreichischen Türkenkrieges war er Generaladjutant bei dem Landgrafen Friedrich von Hessen-Kassel, der später schwedischer König wurde. Weitere militärische Einsätze absolvierte er in zwischen 1718 und 1719 in Norwegen und um Stockholm. Er verließ die Armee im Range eines Leutnants und wurde 1718 an den königlichen Hof Friedrichs von Hessen-Kassel zum Kammerjunker berufen. Ab 1720 diente er als Kammerherr und am 5. November ernannte ihn König Friedrich zu seinem Hofmarschall.

## Familie und Nachkommen
Hans Henrik Taube stammte aus dem deutsch-baltischen Adelsgeschlecht der von Taube (Stammhaus Kudding). Sein Vater war der schwedische Reichsrat und Feldmarschall Gustav Adam Taube von Kudding, Graf Taube (1624–1695); seine Mutter war Anna Dorothea von Fersen (1670–1752). Hans Hendrik von Taube war mit Barbo Fredericke von Albedyll, der Tochter von Heinrich Otto von Albedyl (1666–1738) verheiratet, ihre Nachkommen waren:
- Frederick Adam, * 21. März 1723 in Stockholm.
- Ulrika Charlotta (1724–1780), sie war in 1. Ehe mit Chamberlain Anthony De Geer (1721–1756) und in 2. Ehe mit dem General Johan Vilhelm Sprengtporten, Baron Sprengtporten (1720–1795) verheiratet.
- Sophia Elisabeth (1726–1802), war mit dem Kammerrat Jöns Steuch[2] (1725–1769), Sohn des Johannes Steuchius, Erzbischof von Uppsala, verheiratet.
- Jakob Johann Taube von Kudding, Graf Taube, Generalleutnant (1727–1799), verheiratet mit Hypolite Eleonore von Albedyll.
- Henrietta (1731–1785)